# フェルナンド・ファデル
フェルナンド・ファデル（Fernando Fader、1882年4月11日 - 1935年2月25日）は、フランスでドイツ系の父親の息子に生まれた画家である。家族とアルゼンチンに移住し、ヨーロッパで教育を受けたが、おもにアルゼンチンで活動した。印象派、新印象派のスタイルの画家である。

## 略歴
フランスのボルドーで、プロイセンに出自をもつ父親の息子に生まれた。家族は1884年にアルゼンチンに移住し、アルゼンチン西部のメンドーサに住んだ。ファデルはメンドーサには10年ほどしか住んでいなかったが故郷として終生愛着を持っていたとされる。教育を受けるために数年後、ヨーロッパに戻り、フランスで中等教育を受けた後、アルゼンチンに戻るが、1900年に再びミュンヘンに移り、ミュンヘン美術院に入学し、動物画や風景画が得意なハインリヒ・フォン・ツューゲルに学んだ。
美術院を卒業した後、ブエノスアイレスで活動し、1906年に展覧会に初めて出展した。保守的なアルゼンチンの美術界ではファデルらの印象派などのスタイルの作品は受け入れられず、マルティン・マルハロ(1865-1911)が指導するネクサス・グループとして知られている、若い芸術家のグループで、セサレオ・ベルナルド・デ・キロス(Cesáreo Bernaldo de Quirós: 1879-1968)や彫刻家のロヘリオ・ユルティア(Rogelio Yrurtia: 1879-1950) らと活動した。
マルハロが亡くなった1910年代初めにはフェルナンド・ファデルの作品は評価を受けるようになり、第4回のブエノスアイレスの全国ビエンナーレで1等を受賞した。国外の展覧会に参加するようになり1915年のサンフランシスコ万国博覧会の展覧会では金メダルを受賞した。
1918年に結核の兆候により、より温暖なアルゼンチン、コルドバ州のコルドバに移って、その近郊の風景画を描いたが、1921年に症状が悪化し、戸外での活動に制限を受けることになり、肖像画やヌードを描くようになった。 
コルドバ州、イスチリン・デパルタメントのLoza Corralで52歳で亡くなった。コルドバでファデルが住んだ家は博物館(Museo Fernando Fader)になっている。

## 作品

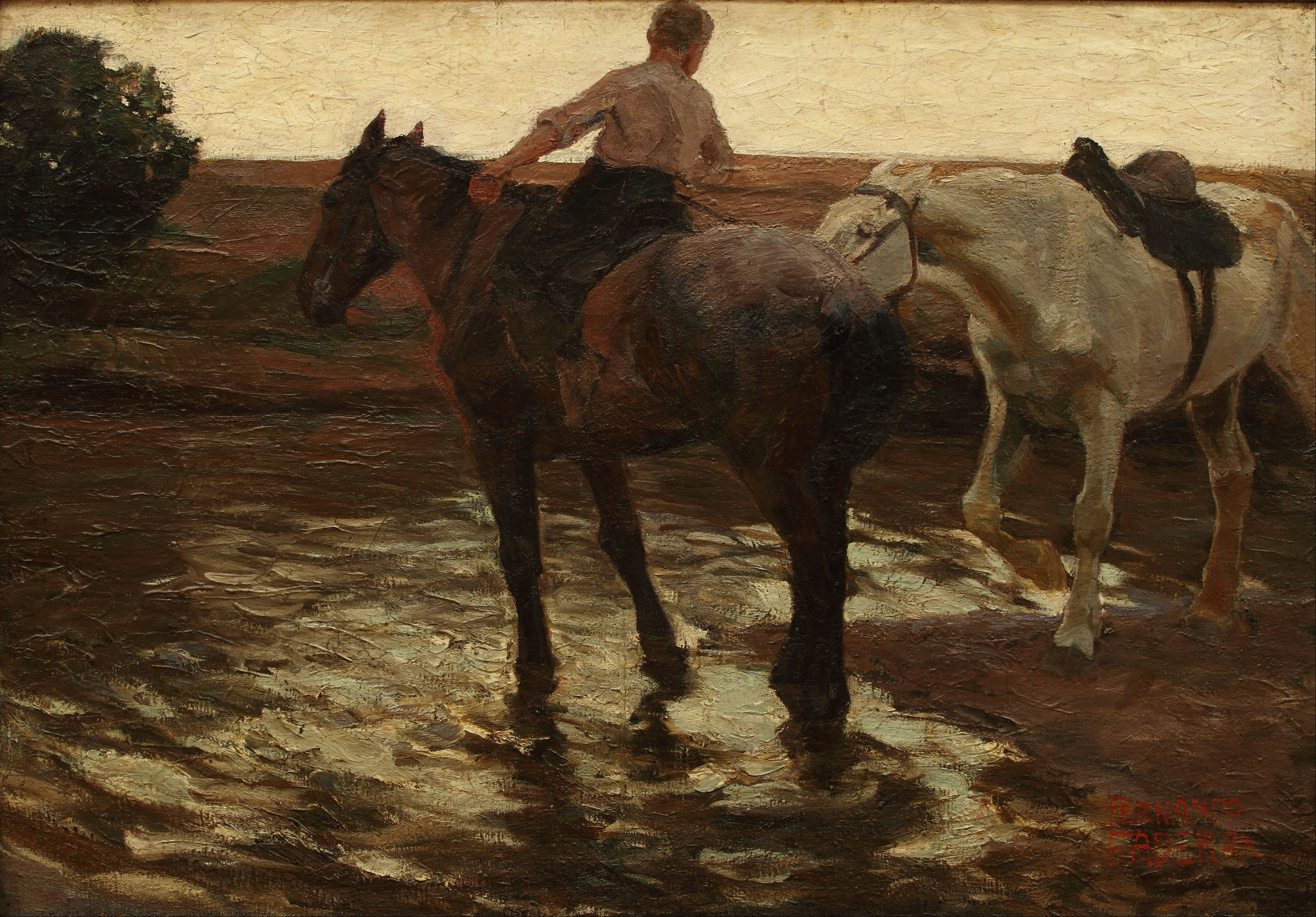
Caballos(馬) (1904) アルゼンチン国立美術館
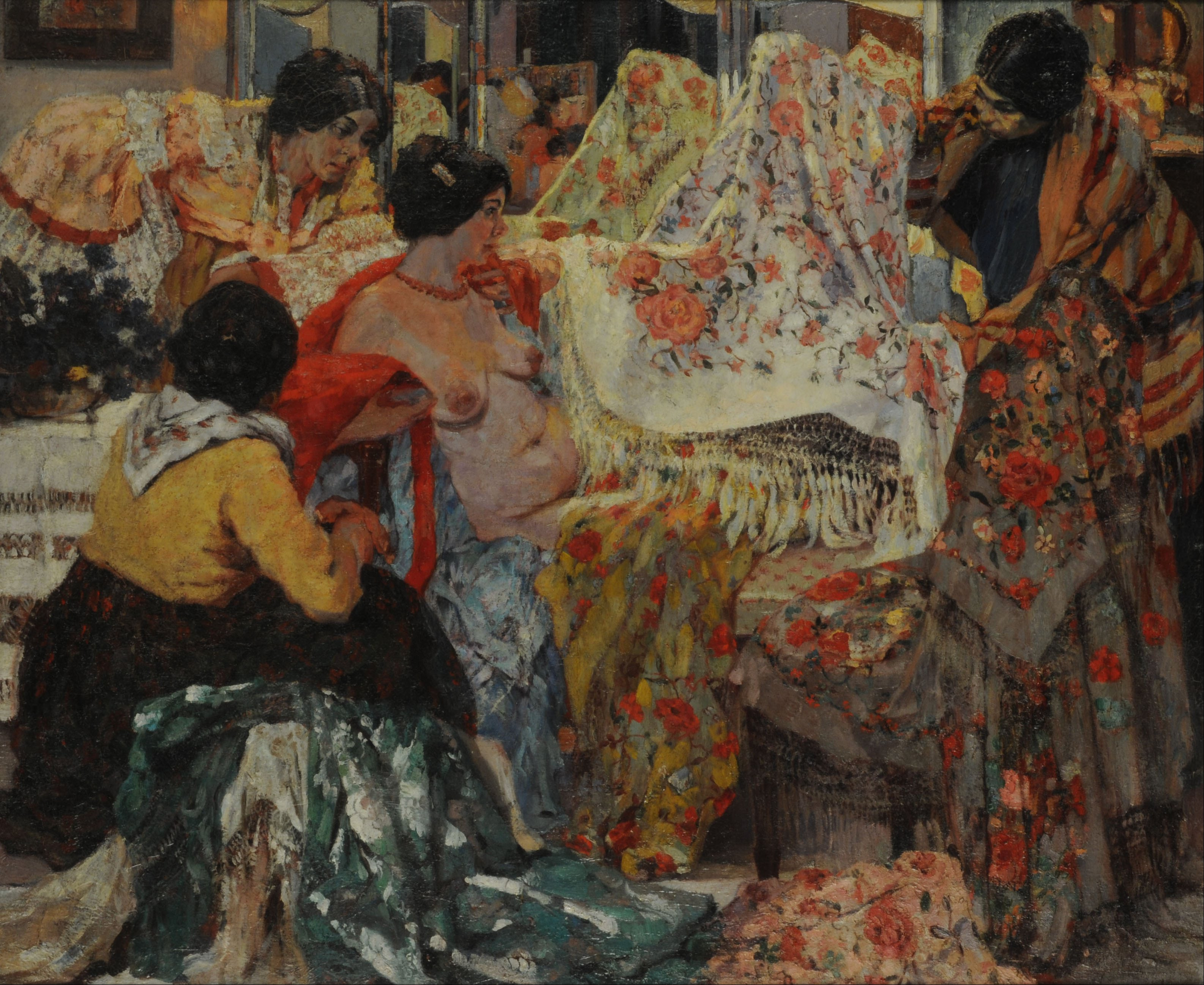
Los mantones de Manila (絹のショール) (1914) アルゼンチン国立美術館
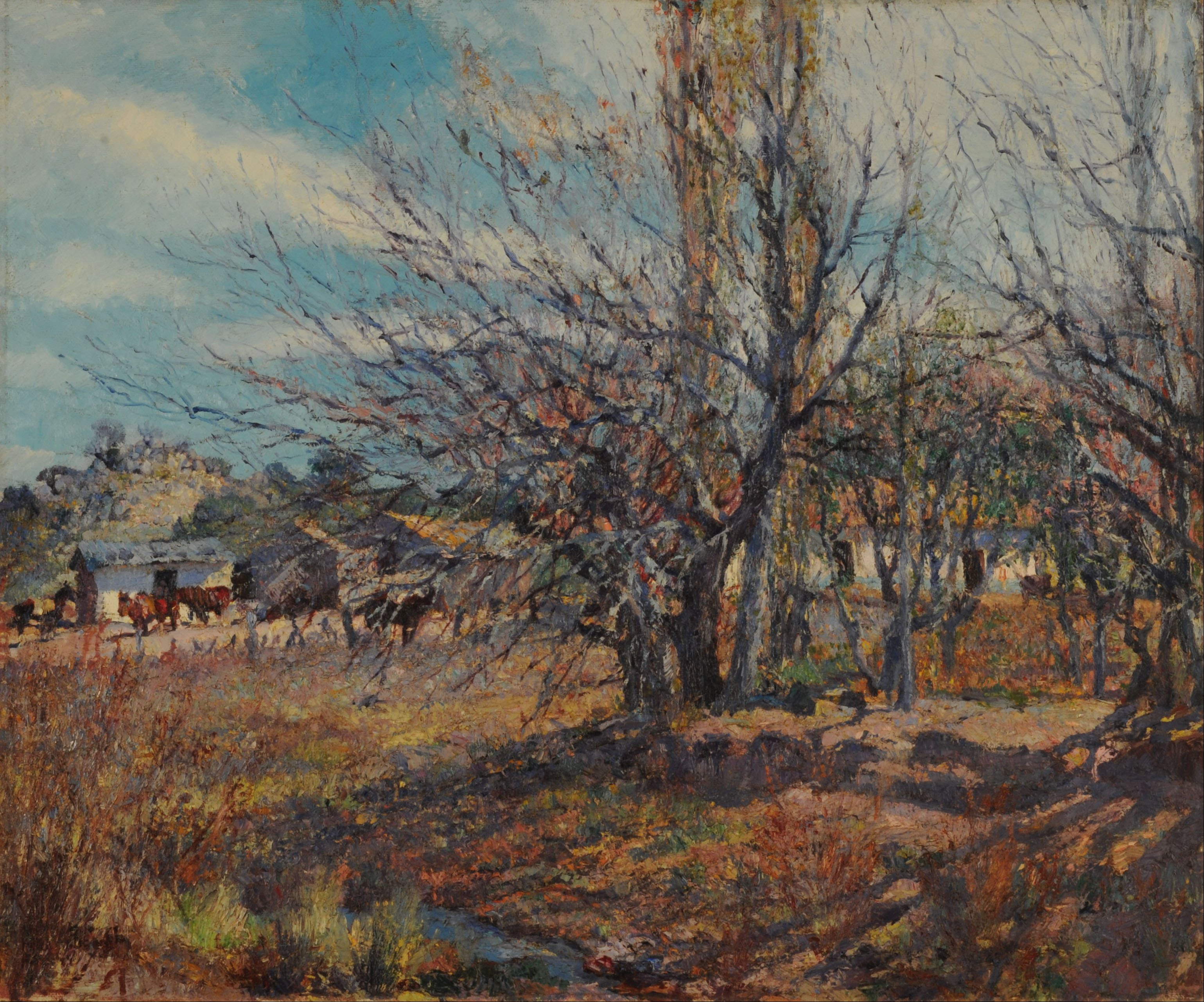
冬の終わり(1918) アルゼンチン国立美術館
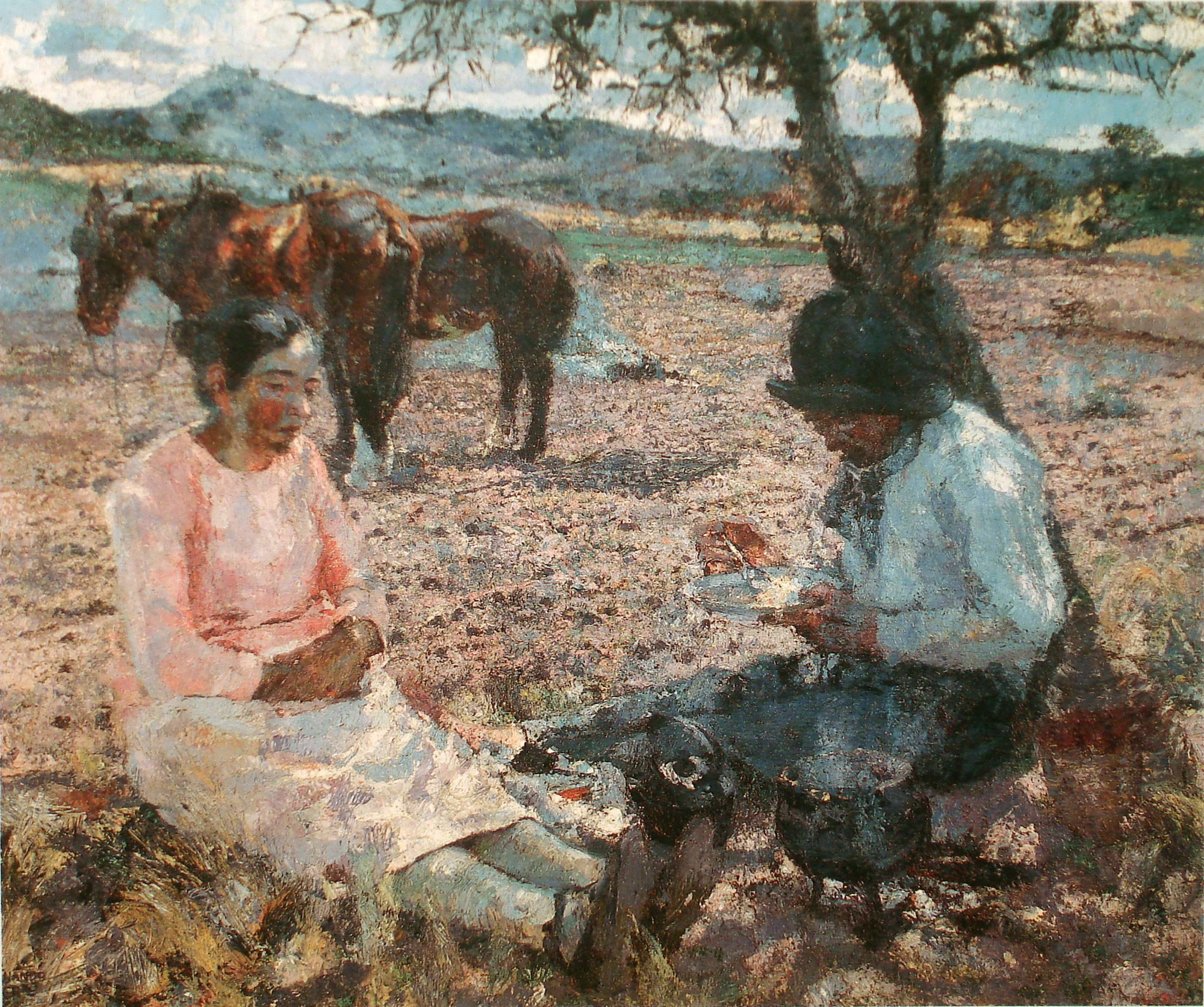
La mazamorra(コルドバ地方の粥のような料理)(1927) アルゼンチン国立美術館